# Hans Franta
Hans Franta (* 17. Juni 1893 in Linz; † 19. März 1983 ebenda) war ein österreichischer Maler.
Er verbrachte viele Jahre in der sibirischen Stadt Tomsk, wo er bereits lange vor seinem Kunststudium zu malen begann.

## Leben und Werk
Franta maturierte am Akademischen Gymnasium in Linz im Juli 1913 und nahm danach an der Herbstausstellung des Oberösterreichischen Kunstvereins teil. Anfang 1914 ging Franta nach Wien und inskribierte an der philosophischen Fakultät, wo er hauptsächlich kunstgeschichtliche Vorlesungen bei namhaften Professoren belegte.
Zu Beginn des Ersten Weltkrieges meldete sich Franta als Freiwilliger und wurde an der russischen Front eingesetzt. Bereits im Herbst 1914 geriet er in Kriegsgefangenschaft. In Sibirien lernte er Zinajda Nikolaevna Stavrovitch kennen, die er 1918 heiratete, und machte Bekanntschaft mit dem russischen Avantgardisten David Burljuk, mit dem er bei der ersten futuristischen Zeitung Russlands (Mitherausgeber war unter anderem Wladimir Majakowski) zusammenarbeitete.
Im Juli 1921 kehrte das Ehepaar Franta nach Österreich zurück, wo Franta Kontakt zu Künstlern wie Klemens Brosch aufnahm. Bis 1929 studierte an der Akademie der bildenden Künste Wien bei Karl Sterrer und unterrichtete anschließend als Professor für Freihandzeichnen am Stadtgymnasium Linz Spittelwiese und am Realgymnasium in Linz. 1941 musste er im Zweiten Weltkrieg erneut Kriegsdienst leisten, wurde aber nach einem Herzanfall 1942 in die Heimat transportiert und 1943 krankheitsbedingt aus dem Wehrdienst entlassen.
Von 1943 bis 1957 unterrichtete er wieder als Professor am Realgymnasium in Linz. Er beschäftigte sich intensiv mit Malerei und unternahm nach seiner Pensionierung zahlreiche Studienreisen durch Europa und die USA.
Seine Werke wurden in zahlreichen Ausstellungen im In- und Ausland gezeigt, unter anderem in der Neuen Galerie in Linz, im Palazzo Grassi in Venedig und im Centre Pompidou in Paris.

## Stil
Frantas künstlerische Auffassung war sowohl durch seinen persönlichen Blick auf die Realität als auch durch seinen langjährigen Sibirienaufenthalt geprägt. Darüber hinaus wurden Kunstrichtungen wie Impressionismus und Jugendstil in sein Schafften einbezogen.
In der von ihm bevorzugten Technik des Pastells wie auch in seinen Zeichnungen zeigen sich seine thematischen Schwerpunkte Landschaft und Architektur, die er in seinen Arbeiten auf die wesentlichsten strukturalen Elemente Fläche, Linie, Licht und Schatten reduziert. Durch den dominierenden Einsatz der Farbe gelangt er zu einer Verdichtung von Stimmungswerten und erweist sich solcherart als engagierter Beobachter, dessen Arbeiten neben ästhetischem Interesse von persönlich Erlebten und intensiver Anteilnahme geprägt sind.

## Ausstellungen
Franta war im Lauf seines Lebens an insgesamt 46 nachgewiesenen Ausstellungen beteiligt, dreizehn davon im Rahmen des Oberösterreichischen Kunstvereins zwischen 1913 und 1937, weitere in Zusammenarbeit mit der Berufsvereinigung bildender Künstler Oberösterreichs, dem Künstlerbund Oberdonau und dem Oberösterreichischen Künstlerbund.
Ausgewählte Ausstellungen:
- 2011: Hans Franta – Sibirien. Nordico (umfassende Werkschau).[5][6]
- 2003: Hans Franta. Pastelle, Theo Blaickner. Skulpturen. Galerie Lehner Linz.